# Московская Межевая канцелярия
Московская Межевая канцелярия — памятник архитектуры в Москве, здание бывшей Межевой канцелярии. 
В основе здания лежат палаты XVII века, в XIX веке была произведена надстройка. Объект культурного наследия регионального значения.

## История
Палаты, лежащие в основе здания, были выстроены предположительно между 1650 и 1680 годами. Такой вывод был сделан как на основе анализа архивных документов, так и в результате обнаружения в процессе реставрации здания кирпичной кладки с клеймами с анималистическими рисунками двух видов. Возможными владельцами палат называются Лопухины.
Около 1730—1740-х годов палаты принадлежали княгине Марии Авраамовне Долгоруковой (урождённой Хитрово), супруге (или вдове) князя Владимира Владимировича Долгорукова. После 1742 года имение перешло дворянам Сытиным. Самый ранний из найденных в архивах планов здания был выполнен в 1744 году. На тот момент оно принадлежало коллежскому асессору Афанасию Яковлевичу Сытину. На участке располагались каменные палаты в два этажа с пристройкой с южной стороны, а также три небольших деревянных дома.
Хозяином усадьбы в 1752—1768 годах был граф Сергей Борисович Шереметев, при нём в палатах имелась домовая церковь. В 1770-е владение по закладной отходит князьям Репниным, первоначально Петру Ивановичу, впоследствии — Николаю Васильевичу. В 1778—1802 усадьба принадлежала князьям Лобановым-Ростовским (в том числе княгине Екатерине Александровне).
В 1802 году усадьба была выкуплена государством с целью размещения Московской Межевой канцелярии, руководившей организацией межевых работ и картографированием. Располагавшееся в кремлёвском Сенате Константиновское землемерное училище переехало в бывшие палаты и располагалось тут до 1836 года, когда училище было преобразовано в Межевой институт. При приспособлении здания под нужды государственного учреждения был демонтирован кирпичный декор, а внутренние своды заменены деревянными перекрытиями. К концу первой половины XIX века фасад приобрёл типичный для Москвы той эпохи облик: были растесаны окна и выполнен штукатурный декор.
Двухэтажные пристройки по углам здания были добавлены в 1846 году по проекту архитектора Е. Д. Тюрина, в результате чего план здания стал П-образным. Северная часть послужила для устройства лестницы, а в южной разместились дополнительные комнаты для служащих. В 1885 году был надстроен третий этаж, проект был выполнен архитектором А. С. Каминским. Решение фасада соответствовало нижним этажам, но внутренняя планировка была другой — на третьем этаже помещений было больше и их связывал длинный коридор.
Богатые интерьеры Межевой канцелярии соответствовали высокому статусу ведомства в системе государственных учреждений. Здание было обставлено дорогой мебелью, имелся собственный клуб, бильярдная и даже театр.
После 1917 года здание использовалось различными учреждениями и ведомствами на протяжении почти ста лет. Частые перепланировки исказили интерьеры, добавилось большое количество перегородок из гипсокартона, толщина многократной обшивки стен местами доходила до 14 сантиметров. Объёмно-пространственная композиция владения была нарушена в советское время: в 1936 году рядом была выстроена школа, в 1970 — многоэтажный жилой дом.
К началу XXI века состояние здания оценивалось как неудовлетворительное. В 2014 году в результате сильного пожара площадью до 800 м² частично обрушилась кровля и верхнее перекрытие. В 2015 году пользователь здания (дирекция международных кинофестивалей «Интерфест») был уведомлен о расторжении договора аренды и необходимости освободить помещения. К началу 2016 года бывшая Межевая канцелярия находилась в ведении города, здание охранялось, однако работы по консервации после пожара так и не были проведены.
В июле 2017 на общественное обсуждение вынесен акт историко-культурной экспертизы ОКН. В сентябре 2017 года особняк решением Мосгорнаследия получил статус объекта культурного наследия регионального значения. В 2018 году было решено начать реставрацию по программе «1 рубль за 1 квадратный метр». Программа предусматривает реставрацию здания с восстановлением исторического облика за счёт арендатора в обмен на льготную аренду на последующие 49 лет. Работы проводились с апреля 2018 до конца 2019 года.
В июле 2018 года на общественное обсуждение вынесен Акт государственной историко-культурной экспертизы научно-проектной документации по реставрации и приспособлению ОКН.
В рамках реставрации проводились работы по возвращению исторического облика здания. Был расчищен и отреставрирован белокаменный цоколь, проведена реставрация кирпичной кладки фасадов с применением аутентичного кирпича. На отдельных фрагментах фасада были восстановлены междуэтажный карниз, окна и пилястры XVII века. Был восстановлен штукатурный декор, в том числе карнизы, наличники, сандрики и подоконные тяги. Был возвращён имевшийся ранее на третьем этаже балкон. Была выполнена работа по воссозданию исторической внутренней планировки здания. В ходе расчистки были найдены детали XVII века: печура, остатки срубленных в XIX веке сводов и распалубок. Реставраторы постарались сохранить и показать слои здания в разные периоды его существования.
Выполненный проект реставрации здания Московской Межевой канцелярии стал победителем конкурса «Московская реставрация — 2020».